# Say My Name
"Say My Name" (tạm dịch: "Hãy Gọi Tên Em") là một ca khúc được trình bày bởi nhóm nhạc nữ người Mỹ Destiny's Child, sáng tác bởi David Alpert. Ca khúc được chọn làm đĩa đơn thứ ba từ album năm 1999 của nhóm, The Writing's on the Wall, được phát hành bởi hãng Columbia vào năm 2000. Đây chính là đĩa đơn thành công nhất của album và trở thành một trong những ca khúc nổi bật trong sự nghiệp của nhóm. "Say My Name" đã giúp nhóm thắng hai Giải Grammy cho hạng mục "Trình diễn Song ca hoặc Nhóm nhạc R&B Xuất sắc nhất" và "Bài hát R&B Xuất sắc nhất" kèm theo hai đề cử cho "Ghi âm của năm" và "Bài hát của năm" tại lễ trao Giải Grammy năm 2001 và thêm một giải MTV Video Music Award.
Đây chính là đĩa đơn đầu tiên Destiny's Child giới thiệu hai thành viên mới của nhóm là Michelle Williams và Farrah Franklin. Nhưng họ chỉ xuất hiện trong phần video ca nhạc của ca khúc.

## Trình diễn
- Giọng chính: Beyoncé Knowles (2 lời, hát chính thứ một trong điệp khúc) và LeToya Luckett (hát đệm 2 lời, hát chính thứ 2 trong điệp khúc) LaTavia Roberson (phần nối)
- Giọng bè: Beyoncé Knowles, Kelly Rowland, LeToya Luckett và LaTavia Roberson

## Bối cảnh và sáng tác
Nhà sản xuất kiêm nhạc sĩ Rodney Jerkins chính là một trong những người thực hiện album phòng thu thứ hai của Destiny's Child, The Writing's on the Wall, đây đồng thời cũng chính là lần đầu tiên mà nhóm hợp tác với Jerkins. Trong khi viết ca khúc "Say My Name", thành viên Knowles đã khá thất vọng về ca khúc. Cô cho rằng có "quá nhiều thứ" trong bài hát và nó nghe quá "rừng rú".
Trong thời điểm chụp ảnh bìa của album, cha của Knowles và đồng thời cũng là quản lý cho nhóm, Mathew Knowles đã đến phòng thu và góp ý rằng cô nên chọn Jerkins để phối lại ca khúc mà cô "đang ghét". Cha cô đã nói "hãy giành chút thời gian để nghe lời khuyên từ người khác". Sau khi bản phối mới được thực hiện, nhóm chia sẻ rằng sau khi nghe xong ca khúc, họ đã "không thể tập trung vào bất cứ điều gì khác".

## Thông tin ngoài lề
"Say My Name" là cuộc đối thoại giữa thành viên Beyoncé Knowles cùng người yêu của cô trên điện thoại khi cô đã phát hiện anh chàng này đang lừa dối cô. Trong khi nói chuyện, cô đã hỏi anh chàng "nói tên của cô", nhưng anh chàng khá ngập ngùng vì anh không muốn cô gái kia biết rằng cô chỉ là "người thứ ba". Rodney Jerkins đã cho ca khúc thêm phần lời đệm và lời chính, mang đến cho người nghe một cảm giác lạ lẫm (sử dụng đảo phách, kỹ thuật trống 808, tổng hợp nhạc cụ, và phong cách đánh guitar thập niên 1970, kiểu wah-wah) trong và ngoài bản phối. Về phần trình diễn, Knowles đảm nhiệm phần lời và phần nối. Cô là người hát chính thứ nhất trong phần nối và cô đã hát lấn sang phần điệp khúc. Cựu thành viên LeToya Luckett đã hát chính và đệm trong phần điệp khúc thứ hai. Thành viên Kelly Rowland thì đảm nhiệm phần hát bè với các từ "around you", "love you", "shady", và "baby". Còn LaTavia Roberson thì hát phần giai điệu và phần nối sau Luckett. Dù không góp mặt trong video, nhưng đây chính là một trong hai bài hát của Destiny's Child mà Luckett đảm nhiệm phần hát chính.

## Video ca nhạc
Tháng Mười hai 1999, hai thành viên của nhóm là Luckett và Roberson đã phát hiện người quản lý của mình, Mathew Knowles, đã gian lận tiền lương cho cô con gái Knowles và thành viên thân cận, Kelly Rowland. Luckett và Roberson sau đó đã xin thêm tiền lương nhưng họ vẫn chưa biết rằng Mathew Knowles đã thuê Farrah Franklin và Michelle Williams để thay thế hai thành viên LeToya Luckett và LaTavia Roberson khi vẫn chưa có sự chấp thuận giữa hai bên. Khi quay video vào tháng Giêng 2000, những thành viên mới này đã học một chút vũ đạo để chuẩn bị. Đến ngày 15 tháng 2 năm 2000, khán giả đã bị sốc khi nhìn thấy hai thành viên thay thế là Franklin và Williams mà không có sự thông báo nào. Video gồm đội hình thành viên mới, được trình chiếu lần đầu trên kênh MTV, BET cùng tuyên bố của nhóm cũng được trình chiếu kèm.
Video gồm 4 thành viên, mỗi thành viên đều trong một căn phòng có màu sắc khác nhau, kèm theo hai vũ công nữ và một vũ công nam. Knowles là người trong căn phòng màu cam cùng bộ trang phục trùng khớp với màu sắc của căn phòng. Kelly sau đó xuất hiện trong căn phòng màu xanh dương, Franklin thì nằm trong căn phòng màu đỏ còn Williams thì xuất hiện trong căn phòng trắng. Ý tưởng của video gốc thì có nhiều phần vũ đạo hơn, nhưng vì việc thay thế đội hình, trước khi quay, các cô gái đã nói chuyện với đạo diễn và chấp thuận việc tạo kiểu theo từng nhịp của bài hát. Sau khi trình diễn phần lời 1 và điệp khúc, các cô gái đã đổi phòng cho nhau nhưng vẫn giữ màu của phần trang phục, vũ công và những đồ đạc trong phòng. Đến phần "nhạc nhẹ", nhóm đã chuyển đến nhà để xe với trang phục cam-đen cùng đoàn vũ công nữ diện trang phục đen làm nền. Sau đó, các cô gái lại tiếp tục chuyển về căn phòng cũ của mình và kết thúc với hình ảnh của nhóm tại nhà để xe.
Video này còn xuất hiện trong tuyển tập The Platinum's on the Wall và bộ đĩa của album #1's.

## Tranh cãi
Trong khi Luckett và Roberson vẫn chưa hề biết rằng mình đã bị đuổi ra khỏi nhóm, thì video của "Say My Name" đã được trình chiếu toàn quốc, hai thành viên này đã gửi đơn kiện Knowles, Rowland, và quản lý nhóm Mathew Knowles vì đã phá hoại sự nghiệp của Luckett và Roberson. Cuối năm đó, Luckett và Roberson quyến định rời khỏi nhóm nhưng vẫn tiếp tục chống lại Mathew Knowles.
Một năm sau, sau vài tháng được giới truyền chú ý, thông tin chính thức từ trang web của MTV News đưa ra rằng Luckett và Roberson đã tạo nên một nhóm nhạc mới với tên, Anjel. Sau vài tháng tuyển chọn, hai thành viên Naty Quinones và Tiffany Beaudoin đã trở thành thành viên của Anjel. Nhóm đã thu âm 20 ca khúc tại Atlanta, Georgia, với sự trợ giúp của nhóm nhạc R&B Jagged Edge. Hãng sản xuất của nhóm, 581 Entertainment đã khiến nhóm có ý định tan rã khi mọi thành viên đều mong muốn có sự nghiệp solo riêng cho bản thân. Nhưng sau đó, những ca khúc được nhóm thu âm đã bị rò rỉ lên mạng.

## Danh sách ca khúc
Đĩa đơn CD Quảng bá tại Mỹ
1. "Say My Name" (Bản của Album) - 4:28
2. "Say My Name" (Timbaland Remix) - 5:02

Đĩa đơn CD Maxi tại Mỹ
1. "Say My Name" (Bản của Album) - 4:28
2. "Say My Name" (Timbaland Remix) - 5:02
3. "Say My Name" (Maurice's Last Days Of Disco Millennium Mix) - 7:35
4. "Say My Name" (Daddy D Remix với Rap) - 4:48
5. "Say My Name" (Bản của Album) (cùng Kobe Bryant) - 4:27

Đĩa đơn CD tại Anh Phần 1
1. "Say My Name" (Bản phối của Đĩa đơn)
2. "Say My Name" (Storm Mix by Tariq)
3. "Say My Name" (Timbaland Remix) - 5:02

Đĩa đơn CD tại Anh Phần 2
1. "Say My Name" (Dreem Teem Club Mix)
2. "Say My Name" (Noodles Mix)
3. "Say My Name" (Maurice's Bass 2000 Mix)
4. kèm theo một poster

Đĩa đơn châu Âu tại Anh Phần 1 COL 668851 5
1. "Say My Name" (Bản chỉnh của đài phát thanh) - 3:46
2. "Say My Name" (Bản của Album) - 4:28
3. "Say My Name" (Timbaland Remix) - 5:02
4. "Say My Name" (Bản của Album) (cùng Kobe Bryant) - 4:27
5. "Say My Name" (Daddy D Remix không có Rap) - 4:48

Đĩa đơn châu Âu tại Anh Phần 2 COL 668851 2
1. "Say My Name" (Bản của Album) - 4:28
2. "Say My Name" (Timbaland Remix) - 5:01
3. "Say My Name" (Bản của Album) (cùng Kobe Bryant) - 4:27
4. "Say My Name" (Daddy D Remix không có Rap) - 4:48

Đĩa đơn CD Tăng cường tại Úc
1. "Say My Name" (Bản của Album) - 4:28
2. "Say My Name" (Acapella) - 4:00
3. "Say My Name" (Nhạc nền) - 4:27
4. "Bills Bills Bills" (Bản của Album) - 4:14

## Phối lại
Một vài bản phối lại của "Say My Name" đã được phát hành kèm với đĩa đơn gốc của ca khúc. Hai bản phối đáng chú ý nhất là bản của Timbaland, gồm phần thu mới của nhóm (Kelly hát phần lời 1 và là giọng chính trong phần điệp khúc), lời nhạc mới kèm theo phần xuất hiện của Static Major; tiếp đó là bản "Nitro Remix" (cùng Nitro và Chief, sản xuất bởi Mista Maze), vẫn sử dụng bản thu gốc nhưng phần nhạc nền còn đính kèm thêm tiếng trống bass. Một bản phối khác cũng rất đáng chú ý đó chính là bản phối kèm theo sự góp mặt của cầu thủ bóng rổ của đội Los Angeles Lakers, Kobe Bryant nhưng với vai trò là hát rap. Những bản phối của "Maurice" gồm một bản thu lại của thành viên Knowles trong phần điệp khúc, hát dư và của ba thành viên còn lại trong phần nối, được chịu trách nhiệm bởi Maurice Joshua.

## Trình diễn lại
Năm 2002, ban nhạc alternative rock người Úc Sick Puppies đã thu lại "Say My Name" nhưng với tiếng bass đậm chất Flea, đã được lên lịch để xuất hiện trong album đầu tay của họ, Welcome to the Real World. Ban nhạc đã sử dụng bài hát "Brain Stew" của Green Day để làm nhạc nền. Dù vậy, nhóm đã bị hãng đĩa của Destiny's Child kiện, vì thế, bài hát đã bị loại khỏi album. Bài hát không tương tự với bản gốc lắm khi chỉ gồm phần điệp khúc lặp đi lặp lại vài lần trong bài hát. Nhưng lý do mà nhóm đã bị kiện chính vì phần lời thay đổi của họ với ngôn ngữ tục tĩu khi hát "You're acting kinda shady, ain't callin' me baby/So what the f*ck?" ("Sao anh lại hành xử mơ hồ, không gọi em là em yêu/Thì có cái con ch* gì chứ?") Ban nhạc sau đó đã tiếp tục trình diễn ca khúc này trong tour diễn 2009-2010 của họ.
Năm 2007, ban nhạc indie rock Chapel Hill Superchunk, đã phát hành phiên bản của họ trong album Guilt By Association, chủ yếu xoay quanh về những ca khúc được những thành viên yêu thích và nhưng được họ trình diễn bằng đàn.
Ban nhạc indie rock thứ hai, Portugal. The Man cũng đã đăng tải video nhóm trình diễn bài hát nhưng chỉ với hai thành viên Ryan Neighbors và Zachary Carothers và được trình bày theo kiểu hát tonge-in-cheek, cách hát kề sát miệng của mình vào micro.

## Giải thưởng
"Say My Name" đã thắng hai Giải Grammy gồm "Trình diễn Song ca hoặc Nhóm nhạc R&B Xuất sắc nhất" và "Bài hát của Năm". Đĩa đơn này đồng thời còn nhận được một giải nhạc Soul, Soul Train Lady cho hạng mục "Đĩa đơn R&B.Soul Xuất sắc được trình diên bởi một Nhóm, Ban nhạc hay Song ca" cùng một giải BMI Pop cho "Bài hát được nghe nhiều nhất".

## Diễn biến trên bảng xếp hạng
"Say My Name" xuất hiện tại vị trí #83 trên bảng xếp hạng Hot 100 vào ngày 25 tháng 12 năm 1999 và leo lên vị trí đầu bảng 12 tuần sau đó khi 134,000 đĩa ghi đã được bán trong tuần đầu tiên phát hành, trở thành đĩa đơn có thời gian leo lên vị trí quán quân chậm nhất của Destiny's Child. Dù vậy, ca khúc vẫn trở thành ca khúc bứt phá quốc tế duy nhất của nhóm. Còn đĩa đơn đầu tay, "No, No, No" vẫn không là thành công thật sự của họ.
"Say My Name" sau đó đã dẫn đầu hàng loạt các bảng xếp tại Mỹ như Billboard Hot 100, Hot 100 Airplay, Billboard Hot R&B/Hip-Hop Singles & Tracks ba tuần liên tiếp trong năm 2002 từ ngày 11 tháng 3 năm 2000 đến 1 tháng 4, trở thành đĩa đơn quán quân thứ hai của nhóm tại đây, sau "Bills, Bills, Bills". Ca khúc đồng thời cũng từng bước leo lên vị trí thứ nhất tại Úc. Ở Anh, bài hát là đĩa đơn thành công nhất của nhóm khi đứng vị trí thứ ba với 190,000 bản được tiêu thụ.
Ca khúc giành tổng cộng 32 tuần trên bảng xếp hạng Hot 100 và trở thành một trong những đĩa đơn CD nằm trong top 10 tại Mỹ vào năm đó. Nhưng đây thực ra là đĩa đơn có số lượng bán cao thứ ba tại quê nhà của họ sau "No, No, No", "Bills, Bills, Bills" và giúp nhóm nhận được đĩa Vàng thứ ba từ RIAA.
Đây đồng thời cũng chính là ca khúc đầu tiên của họ đứng đầu tại Châu Á và giúp tên tuổi của nở rộ tại đây khi nền âm nhạc R&B đang bắt đầu mạnh mẽ hơn trên các đài phát thanh. Ở Philippines, đây trở thành đĩa đơn quán quân có số tuần đừng đầu lâu nhất do một nhóm nhạc nữ R&B trình bày.
Tại Úc, bản thu này trở thành đĩa đơn quán quân thành công thứ hai của một nhóm nhạc R&B, sau "No Scrubs" của TLC và cũng đã giúp tăng doanh thu của The Writing's on the Wall cũng như nhận được hai đĩa Bạch kim.
| Bảng xếp hạng (2000)                     | Vị trí cao nhất |
| ---------------------------------------- | --------------- |
| Úc (ARIA)                                | 1               |
| Bỉ (Ultratop 50 Flanders)                | 19              |
| Bỉ (Ultratop 50 Wallonia)                | 7               |
| Canadian RPM Singles Chart               | 4               |
| Hà Lan (Single Top 100)                  | 4               |
| Pháp (SNEP)                              | 10              |
| Đức (GfK)                                | 14              |
| Ireland (IRMA)                           | 15              |
| New Zealand (Recorded Music NZ)          | 4               |
| Na Uy (VG-lista)                         | 8               |
| Thụy Điển (Sverigetopplistan)            | 16              |
| Anh Quốc (OCC)                           | 3               |
| Hoa Kỳ Billboard Hot 100                 | 1               |
| Hoa Kỳ Hot R&B/Hip-Hop Songs (Billboard) | 1               |
| Hoa Kỳ Pop Airplay (Billboard)           | 3               |

| Bảng xếp hạng (2000) | Vị trí |
| -------------------- | ------ |
| US Billboard Hot 100 | 6      |

| Bảng xếp hạng (2000–2009)      | Vị trí |
| ------------------------------ | ------ |
| ARIA Singles Chart (Australia) | 50     |

| Quốc gia | Chứng nhận  |
| -------- | ----------- |
| Úc       | 2x Bạch kim |
| Anh      | Bạc         |
| Hoa Kỳ   | Vàng        |